# Distretto di Djelida
Il distretto di Djelida è un distretto della provincia di 'Ayn Defla, in Algeria.

## Comuni
Comuni del distretto sono:
- Djelida
- Bouchared
- Djemaa Ouled Cheikh